# 国民協会 (日本 1933-1937)
国民協会（こくみんきょうかい）は、赤松克麿が昭和初期に設立した、日本主義の政治団体（1933年7月22日-1937年7月18日）。
日本国家社会党・逓友倶楽部から除名された赤松が同じく大日本生産党を除名された津久井龍雄・倉田百三とともに結成した。理事長（党首）に赤松、常任理事に津久井、芸術部長に倉田、文化部長に森清人が就任し、支援団体として青年日本同盟を組織した。天皇機関説排撃・選挙粛正運動を支持した。1937年に愛国政治同盟の小池四郎らとともに日本革新党の結成に合流して解散した。